# Anke Engelke
Anke Christina Fischer (nacida Anke Christina Engelke; Montreal, Canadá; 21 de diciembre de 1965), más conocida como Anke Engelke, es una humorista, actriz, cantante, actriz de doblaje y presentadora alemana.

## Biografía
Nació en Canadá de padres alemanes (un ejecutivo de la aerolínea Lufthansa y una traductora). En 1971 la familia se trasladó a Rösrath, localidad cercana a Colonia. Engelke y su hermana se unieron al coro escolar, y en 1977 participaron en una actuación conjunta con Udo Jürgens emitida por Radio Luxembourg, donde fue descubierta.
Entre 1978 y 1980, presentó el programa Moment mal en Radio Luxembourg. Desde 1979 hasta 1986, presentó en la cadena de televisión ZDF el magazine deportivo para niños y jóvenes Pfiff. En 1981, editó el sencillo «Wiegenlied für Erwachsene» como integrante del dúo Anke & Alexis Weissenberg. En 1986 se unió como redactora a la radio SWF de Baden-Baden y hasta 1998 presentó el programa de música Pop Shop. Desde 1989 Anke y su hermana Susan son cantantes del grupo Fred Kellner und die famosen Soulsisters. En esta banda de soul conoció a su primer marido, el teclista Andreas Grimm, con quien se casó en 1994 y con quien tuvo una hija en 1996. Entre 1993 y 1996 es asimismo miembro del grupo cómico Gagtory. 
De 1996 a 2000, formó parte del reparto del programa de sketches Die Wochenshow, en la cadena Sat.1. De 2002 a 2004, protagonizó el programa de sketches Ladykracher en Sat.1, con el que obtuvo un notable éxito. Asimismo, recibió premios por la serie televisiva de improvisación Blind Date. En diciembre de 2003, puso voz a la pez Dory en el doblaje alemán de Buscando a Nemo. En 2004 presentó su propio late show, Anke Late Night, que fue suspendido por falta de audiencia. 
En 2005 se casó en segundas nupcias con el músico Claus Fischer, con quien tuvo dos hijos en 2005 y 2009, respectivamente. 
Entre 2006 y 2007, protagonizó la serie cómica Ladyland. Desde 2007 puso voz al personaje de Marge Simpson en la serie Los Simpson para su emisión en alemán por la cadena ProSieben. En 2007 interpretó un papel en la teleserie Kommissarin Lucas. En 2008 volvió a recuperar el programa Ladykracher.
Entre 2009 y 2013 presentó las galas de los Premios del Cine Europeo.
En 2011 fue elegida por la ARD para presentar el Festival de la Canción de Eurovisión 2011 en Düsseldorf, junto con Stefan Raab y Judith Rakers. También en 2011 volvió a presentar por tercer año consecutivo la gala de los Premios del Cine Europeo, esta vez desde Berlín.
En 2012 fue portavoz de los votos de Alemania en el Festival de la Canción de Eurovisión 2012. Al celebrarse el festival en Azerbaiyán, antes de proceder a dar los votos realizó ante la audiencia una breve declaración sobre la situación de los derechos humanos en dicho país: «Esta noche nadie ha podido votar por su propio país. Pero es bueno poder votar. Y es bueno poder elegir. Buena suerte en vuestro viaje, Azerbaiyán. Europa os observa».
En 2013, volvió a involucrarse en el Festival de Eurovisión al presentar la final nacional alemana Unser Song für Malmö.
En 2013, presentó el talk show Anke hat Zeit.
En 2018, Engelke tuvo un papel en la serie Deutschland 86 como Barbara Dietrich, una consultora financiera de la Misión Permanente de la RDA.